# 王子市民ギャラリー

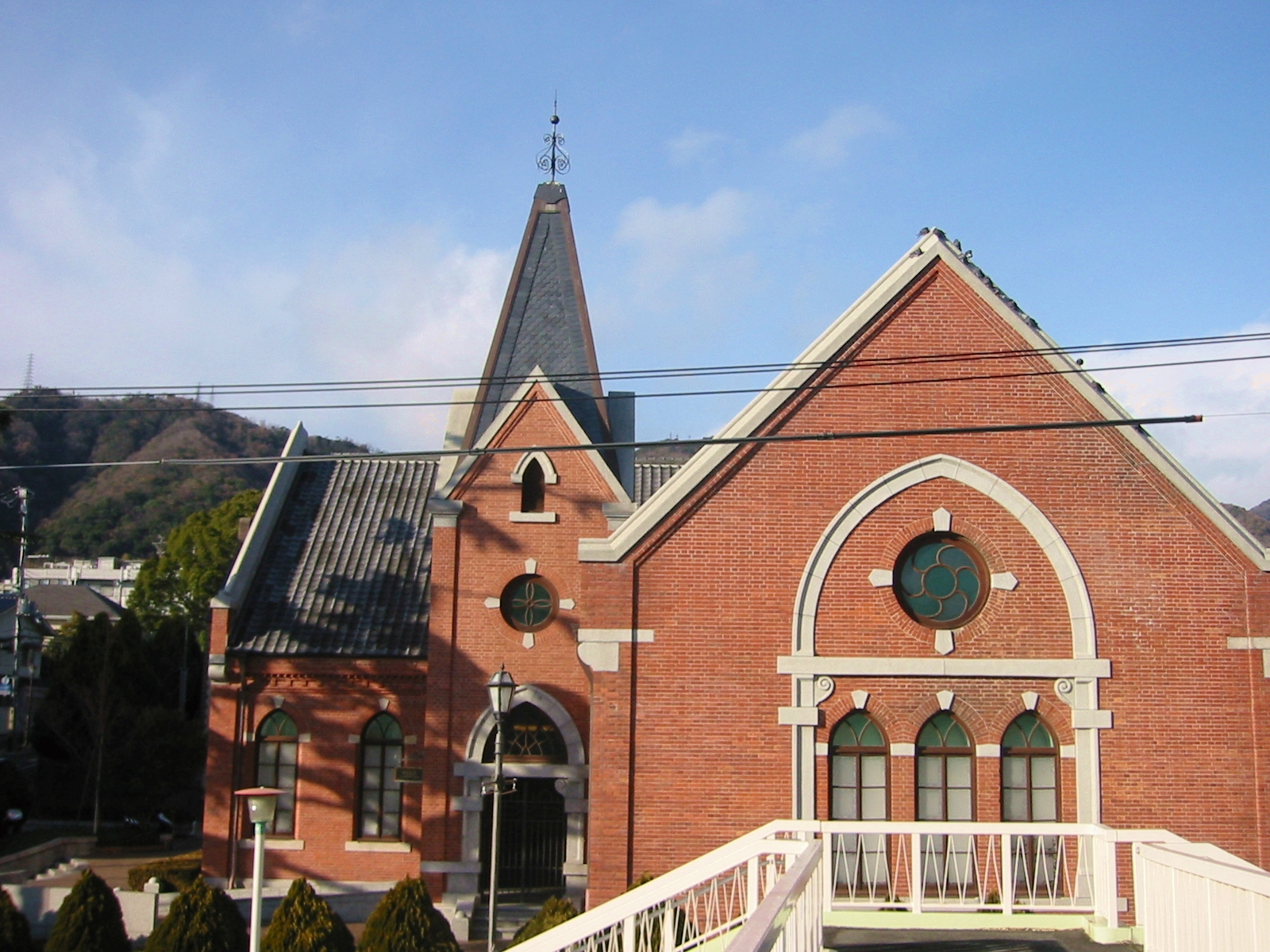
王子市民ギャラリー

王子市民ギャラリー（おうじしみんギャラリー）は、かつて兵庫県神戸市灘区にあったギャラリー。
施設であった歴史的建造物の旧関西学院ブランチ・メモリアル・チャペルは、神戸文学館の施設となっている。

## 建築概要
- 設計 - M・ウィグノール
- 竣工 - 明治37年
- 所在地 - 〒657-0838 兵庫県神戸市灘区王子町3-1-2

## 交通アクセス
- 阪急神戸線 王子公園駅  徒歩約5分
- JR神戸線 灘駅　徒歩約10分

## 周辺情報
- 兵庫県立美術館 原田の森ギャラリー
- 神戸市立王子動物園